# Gorgia (dialogo)
Il Gorgia (Γοργίας) è un dialogo di Platone risalente al gruppo dei dialoghi giovanili, e scritto probabilmente attorno al 386 a.C., al ritorno del filosofo dal suo primo viaggio in Sicilia. Esso prende il titolo dal primo e più noto interlocutore che Socrate incontra in questo dialogo, il retore Gorgia di Lentini.

## Ambientazione
Il dialogo è ambientato ad Atene, dove Gorgia, ospite in casa di Callicle insieme all'allievo Polo, si è recato per far sfoggio della propria arte oratoria. Non è facile stabilire quando l'opera sia ambientata, perché i riferimenti interni - le allusioni che i vari personaggi fanno ad avvenimenti passati o contemporanei - sono di difficile interpretazione, tanto da far ritenere ad alcuni studiosi, come suggerì Erodico di Babilonia, che non sia possibile dare una datazione coerente con i riferimenti presenti nel testo. In effetti, in 503c2 si menziona la recente morte di Pericle (429 a.C.), in 470d la presa di potere di Archelao I di Macedonia è avvenuta "solo l'altro giorno" (413 a.C.), mentre in 473e c'è un'allusione al processo seguito alla Battaglia delle Arginuse (403 a.C.).

## Personaggi
Il dialogo ruota attorno a cinque personaggi, di cui i principali sono Socrate e il giovane ateniese Callicle.
- Gorgia di Lentini, retore e sofista tra i più celebri;
- Socrate, filosofo e maestro di Platone;
- Cherefonte, allievo di Socrate, presente anche in altri dialoghi;
- Polo di Agrigento, giovane discepolo di Gorgia, autore di un trattato di retorica;
- Callicle, giovane aristocratico presso la cui casa Gorgia è ospite.

L'intero colloquio si svolge di fronte a una vasta platea di uditori, che ha appena assistito a una prova d'eloquenza (ἐπίδειξις epídeixis) del maestro siceliota, nella quale sfidava chiunque a porgli una domanda a cui non avrebbe saputo rispondere.

## Argomento e struttura
Gli antichi sottotitolavano questo scritto Sulla retorica (Περί ῥητορικῆς), e in effetti il dibattito nella prima parte del dialogo verte proprio sulla natura di questa disciplina, se sia da considerarsi un'arte (téchne) o qualcosa di diverso. In realtà il prosieguo del colloquio muta di molto l'argomento iniziale: alle prese con Polo, Socrate dibatte della giustizia, mentre con Callicle il discorso pare spostarsi su quale tipo di vita valga davvero la pena di vivere. In sintesi, si può affermare che il Gorgia sia un dialogo che riguarda l'educazione dell'uomo alla giustizia, e che discute le possibilità di riuscita del filosofo e dei suoi concorrenti a questo riguardo.
Per quanto riguarda la struttura, il Gorgia è un dialogo diretto (cioè non riportato da personaggi terzi che hanno assistito o preso parte alla discussione) costruito secondo i canoni del genere drammatico: sono infatti riconoscibili un prologo (447a-449c), tre parti/atti, in cui si svolgono gli scontri tra Socrate e Gorgia, Socrate e Polo, Socrate e Callicle (rispettivamente: 449c-461b; 461b-481b; 481b-522e), e infine un epilogo con la narrazione di un mito escatologico (523a-527e).

### Prologo: Cherefonte e Polo (447a-449c)

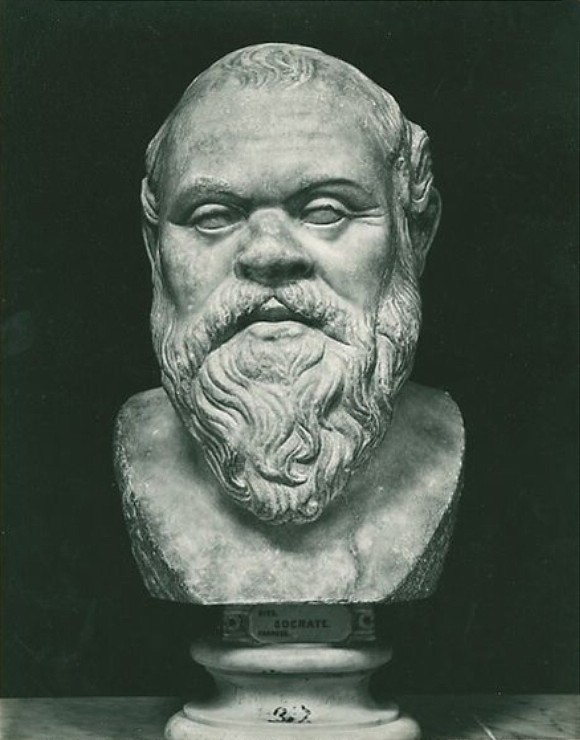
J. Anderson, Socrate (Coll. Farnese, Napoli)

La scena si apre fuori dal luogo in cui Gorgia sta tenendo un'orazione, forse un ginnasio (Platone non descrive l'ambientazione). Socrate e Cherefonte, arrivando in ritardo, incontrano sull'uscio Callicle (uscito forse perché insofferente ai discorsi del sofista). Il giovane accoglie i due facendo riferimento a un adagio popolare con un'allusione alla guerra e quindi, probabilmente, al tono veemente che si svilupperà nel corso del dialogo. Socrate si dice dispiaciuto di essere arrivato tardi e di avere perso la conferenza di Gorgia. Cherefonte si offre allora, in quanto colpevole del ritardo, di intercedere presso Gorgia, affinché questi ripeta davanti a loro il suo discorso, ma Socrate è di tutt'altro parere: preferirebbe porre al retore alcune domande.
Il cambio di scena è repentino. Dopo le poche battute iniziali ci ritroviamo all'interno del luogo in cui si trovano Polo, Gorgia e il suo pubblico. Qui Cherefonte, approfittando della nota abilità di Gorgia a rispondere a qualsiasi domanda, lo interroga a nome di Socrate chiedendogli chi sia (tipica domanda socratica, in 447d). Tuttavia Polo protesta e si offre di sostituire nella disputa il maestro, provato dallo sforzo precedente. Cherefonte gli propone allora la domanda, ma Polo, con un artificio retorico, svia dalla risposta, affermando che Gorgia «partecipa dell'arte più bella di tutte» (448c9). Cherefonte dimostra così di non essere in grado di tener testa all'arrembante retore, costringendo Socrate a intervenire nella discussione. La risposta di Polo, a suo dire, non è soddisfacente, in quanto non risponde alla domanda circa la natura della retorica, ma ne fa al contrario un elogio. Ottiene così che a rispondere alle sue domande sarà Gorgia in persona.

### I Atto: Socrate contro Gorgia (449c-461b)
Alla domanda «la retorica di quale oggetto si occupa?», Gorgia risponde che essa si occupa dei discorsi, e che insegna a pensare sugli argomenti di cui essi trattano (449d-e). Tuttavia Socrate fa notare che anche le altre arti hanno a che fare con dei discorsi che concernono il loro contenuto: qual è allora la peculiarità della retorica? La risposta di Gorgia tenta di farsi più precisa, giungendo alla fine ad affermare che essa si occupa delle «cose più importanti e più grandi per l'uomo» (451d): in questo modo però Gorgia cade nell'ambiguità. Socrate, riprendendo un adagio popolare, immagina le ipotetiche obiezioni che potrebbero essere mosse al sofista da un medico, un maestro di ginnastica e un uomo d'affari: chi potrebbe dire che la salute, il vigore del corpo e la ricchezza non sono cose grandi e importanti per gli uomini? E poi, qual è questo bene così grande di cui si occupa la retorica?
Gorgia risponde che la retorica ha per oggetto «ciò che dà la libertà» agli uomini, in quanto la retorica è la «capacità di convincere gli altri con le proprie parole» (452a-d). L'oggetto della retorica è dunque la persuasione, quella che si produce nei tribunali e nelle assemblee pubbliche, e riguarda il giusto e l'ingiusto. Una simile affermazione fa però spostare l'attenzione di Socrate sull'atto stesso di imparare. Se infatti vi è differenza tra pístis (credenza) e máthesis (conoscenza), se la prima può essere vera o falsa, mentre la seconda deve essere sempre vera, si deduce che devono esserci due persuasioni, l'una che produce credenza senza conoscenza, l'altra che produce epistéme (scienza). Stando così le cose, la persuasione della retorica non può essere che quella che dà credenza. Il retore dunque non sa insegnare che cosa è giusto e che cosa no, ma solo persuadere (455a).
Socrate procede ora sviluppando la contraddizione in cui si è venuto a trovare Gorgia. Ad un'assemblea, che cosa potrà mai consigliare un retore? Solo riguardo alla giustizia e all'ingiustizia, oppure c'è dell'altro? Gorgia inizia a rispondere, portando l'esempio delle mura di Atene, costruite secondo il parere di Temistocle e Pericle, che non erano affatto dei tecnici. Da qui, Gorgia svolge una lunga rhesis (456a-457c), in cui afferma che la retorica «è in grado di controllare tutte le capacità umane», riferendo poi l'esperienza personale di quando, al seguito del fratello medico Erodico, convinceva a parole i malati più restii a farsi curare - anzi, aggiunge, se si presentassero un retore e un medico davanti all'assemblea per un posto di medico pubblico, sarebbe il retore a spuntarla! La retorica ha dunque potere su tutte le altre technai, ma, appunto per questo, come accade anche per le arti marziali, non deve essere usata indiscriminatamente. D'altra parte, però, se càpitano casi di abuso, la colpa non può ricadere sul maestro - come non può essere responsabile il maestro di ginnastica se un allievo aggredisce un indifeso con le tecniche di lotta.
Tali affermazioni non sono però esenti da obiezioni, come Socrate non tarda a dimostrare. Gorgia aveva detto che la retorica si occupa della persuasione che si ottiene davanti a una folla. Ma, “davanti a una folla” è come dire “davanti a chi non sa”, poiché davanti a degli esperti un medico sarà di sicuro più persuasivo di un retore. Le parole di Gorgia portano dunque a ritenere che non importa che il retore conosca o meno l'argomento di cui parla, poiché per essere persuasivo gli bastano degli argomenti convincenti. Ma allora, domanda Socrate, se un retore tiene un discorso sul bene e il male, sul giusto e l'ingiusto, sul bello e il brutto, conoscerà ciò di cui sta parlando? E se lo conosce, lo deve avere imparato prima di ricevere lezioni di retorica, oppure gli è stato insegnato dal suo maestro?
Gorgia risponde che, se l'allievo non ne sa niente, dovrà impararlo per forza da lui (460a). Socrate comincia quindi a incalzarlo: chi vuole essere retore deve sapere cos'è il giusto e cosa l'ingiusto; e chi conosce la giustizia è giusto, e fa cose giuste. Asserendo ciò, però, si entra in contraddizione con quanto detto in precedenza da Gorgia, ovvero che un retore può usare male la propria arte, e che la colpa di ciò non deve essere imputata al maestro. Socrate riesce così a ribaltare la posizione dell'avversario.

### II Atto: Socrate contro Polo (461b-481b)

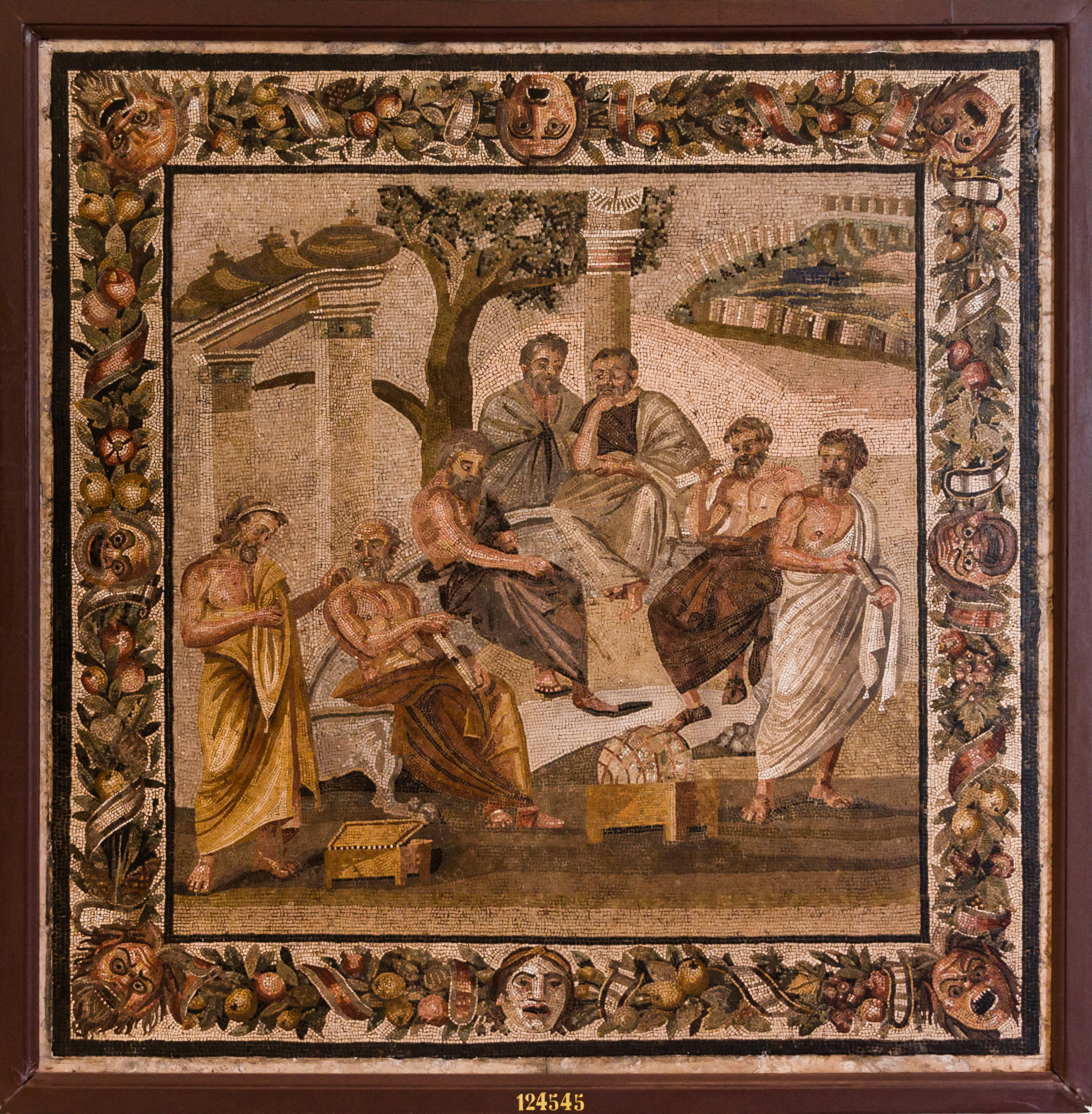
Accademia platonica (Pompei)

Confutate le tesi di Gorgia, entra in scena Polo, che prende il posto del maestro sconfitto. Egli protesta contro Socrate: il filosofo ha indotto Gorgia in contraddizione, costringendolo ad ammettere di dover insegnare insieme alla retorica anche la differenza tra bene e male, facendo leva sulla vergogna che questi provava di fronte al proprio pubblico nell'affermare il contrario (461b-c). Socrate invita così Polo a porgli delle domande, a cui il filosofo risponderà brevemente e per amore della conversazione. La prima domanda di Polo riguarda la definizione che Socrate darebbe di retorica (462b). Nelle sue parole, la retorica non è una techne, ma una empeiría, un'abilità «nel produrre un certo piacere e un certo diletto» (462c), al pari della gastronomia. La retorica non è infatti una techne, poiché non sa dare ragione del suo oggetto e dei suoi strumenti, ma è un'attività irrazionale (464e-465a). Essa è descritta come una delle quattro parti in cui è divisa l'adulazione (kolakeia, in 463b). Attraverso una breve diairesis delle arti, Socrate infatti parla di quattro technai buone, ovvero: ginnastica e medicina (che riguardano il corpo), legislazione e giustizia (che riguardano l'anima). A queste corrispondono specularmente quattro forme di adulazione: gastronomia e cosmesi, retorica e sofistica. Esse, diversamente dalle technai, non hanno di mira il bene delle persone, ma solo il loro piacere, e sono per questo cattive.
Come se non bastasse, Socrate afferma che retorica e sofistica si confondono (a Callicle dirà addirittura che sono tutt'uno), e per tale motivo i retori non sono tenuti in nessuna considerazione nelle poleis. Evidentemente Polo non può essere d'accordo con le ultime parole di Socrate, e risponde provocatoriamente che il retore nelle città è come un tiranno, che può tutto ciò che gli pare (466c). Ma, obietta Socrate, è davvero così? Il filosofo propone un paradosso (466d-467c), secondo cui i retori e i tiranni fanno sì ciò che meglio gli pare, ma non ciò che vogliono. La risoluzione del paradosso (467c-468e) viene così riassunta da Dodds:
- Primo passo: vengono differenziate le attività che vengono compiute perché in sé buone da quelle che vengono compiute in vista di qualcos'altro. Chi fa qualcosa in vista di uno scopo, lo fa per lo scopo, non per fare ciò che fa (per esempio prendere un farmaco è bene per chi è malato, non per chi è sano). Invece le virtù (sapienza, salute, ricchezza) sono beni in sé (467c5-467e8).
- Secondo passo: tra le varie cose vi sono dunque quelle che non sono in sé né buone né cattive, ma che possono essere talvolta l'uno, talvolta l'altro (metaxú). Tali cose vengono scelte dalle persone in vista di uno scopo, ovvero in vista del proprio bene (467e9-468c8).
- Terzo passo: poiché ognuno desidera per sé la propria felicità, e la felicità è data solo dal bene, se ne deduce che chi fa del male pensando di fare del bene non fa ciò che vuole (ha bouletai), ma fa quel che gli pare (ha dokei autò). Se il tiranno esilia o uccide qualcuno, compiendo del male fa un danno, non del bene a se stesso (468d-e10).

Socrate ribadisce così il proprio motto secondo cui nessuno compie il male volontariamente. Il tiranno non è invidiabile da nessuno e in nessuna circostanza. Egli uccide ingiustamente, e compiere un'ingiustizia è il male peggiore che possa capitare. A nulla vale l'esempio, citato da Polo, del re macedone Archelao, il quale aveva ottenuto il potere a seguito di una serie di omicidi all'interno della propria famiglia. Il filosofo, anzi, ribadisce con maggior vigore che chi compie un'ingiustizia deve essere assolutamente punito: solo così gli si farà del bene e, scontata la pena, potrà un giorno tornare ad essere felice.

### III Atto: Socrate contro Callicle (481b-522e)
Fa a questo punto il suo ingresso nella discussione il giovane Callicle, il quale in una lunga rhesis (482c-486d) accusa Socrate di agroikia (rozzezza) e anandria (viltà, lett.: non essere uomo). Egli infatti afferma che la filosofia è un utile studio solo per i ragazzini, mentre gli uomini dovrebbero dedicarsi alla vita attiva della polis - ricalcando il tema del confronto vita attiva/vita contemplativa presentato nell'Antiope di Euripide (485e-486d). Inoltre, i discorsi di Socrate sul bene e la virtù sono discorsi validi per legge (nomos), non secondo natura (physis). Le leggi altro non sono per Callicle che uno strumento con cui i deboli, la massa, si difendono dalle angherie dei più forti, i migliori, i quali per natura dovrebbero invece comandare. Secondo la legge di natura, che è ben diversa dalla legge convenzionale degli uomini, i migliori hanno maggiori diritti di chi è loro inferiore, e così avviene sia in natura sia in politica: le nazioni più potenti assoggettano le più deboli, e gli animali più forti vincono sui più deboli (481b-486d). La morale comune, dunque, è una morale da deboli. Callicle continua su questa strada, giungendo infine, in 492c, alla nota affermazione di edonismo: la virtù e la felicità consistono nell'avere molti desideri e nell'assecondarli tutti. Ciò che conta nella vita sono il potere e la ricchezza: per ottenerli bisogna lasciare da parte le vuote chiacchiere dei filosofi, che non sanno niente della polis, e dedicarsi invece alla vita attiva, alla politica.

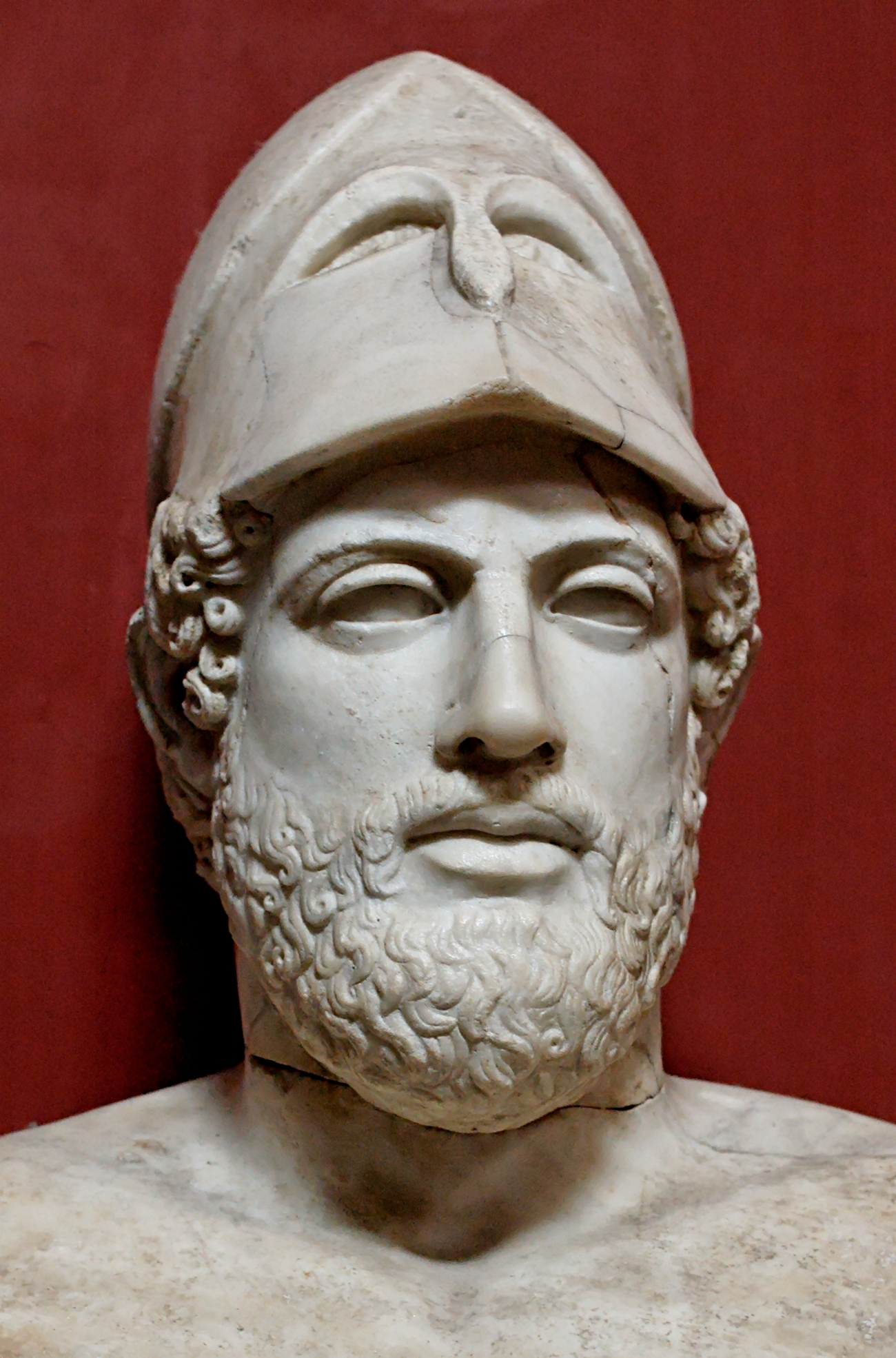
Pericle governò Atene tra il 461 e il 431 a.C. Intimo amico di molti sofisti, viene criticato da Socrate nel Gorgia

Socrate, ovviamente, non può essere d'accordo con queste posizioni. L'anima dei dissoluti, dice, è simile a un vaso bucato: dovendo assecondare ogni proprio desiderio, essa non sarà mai sazia. Meglio allora una vita morigerata, la quale garantisce tranquillità e serenità. Tale condizione è però paragonata da Callicle a quella di un sasso poiché, una volta saziati quei pochi desideri, le anime dei temperanti non posso più desiderare altro e dunque provare piacere (493a-494b). Socrate tuttavia continua con la propria tesi, sostenendo che il bene non coincide col piacere. I piaceri possono infatti essere buoni o cattivi, e solo un'attenta preparazione e un attento studio permettono di discernere la condotta di vita migliore (496c). La vita proposta da Callicle, Gorgia e dalla sofistica in generale mira al successo personale e alla vittoria sul proprio interlocutore, e per questo motivo la retorica non può portare al bene del proprio fruitore, ma solo alla sua persuasione. Anche importanti e stimati politici come Milziade, Pericle, Temistocle e Cimone, citati da Callicle, ad un'attenta analisi dimostrano di essersi impegnati unicamente ad assecondare i voleri del demo e non per il suo bene: ne è dimostrazione il fatto che gli Ateniesi sotto il loro governo non sono migliorati (503c).
Callicle si dimostra però riluttante nel rispondere a Socrate, e per due volte dice di voler abbandonare la discussione. La prima volta è costretto ad intervenire Gorgia, per calmare gli animi e invitare il giovane a proseguire, nell'interesse della discussione e del pubblico astante (497b-c). Callicle prosegue per alcune battute, finché in 505c-506c abbandona completamente il dialogo, invitando il filosofo a concludere da sé il proprio ragionamento. Socrate è così indotto a tenere un lungo monologo (506c-522e), interrotto solo di tanto in tanto dal giovane, troppo orgoglioso per lasciare completamente la parola all'avversario. In estrema sintesi, dopo aver fatto il punto sui risultati prodotti fin lì dalla discussione, il filosofo giunge alla conclusione che l'importante non è vivere, ma vivere bene, cioè secondo moderatezza e perseguendo il bene. Chi vuole essere un uomo politico, non deve seguire l'esempio dei politici (democratici) a lui precedenti, che mirando al compiacimento del popolo si sono rivelati dei corruttori. Questi deve piuttosto impegnarsi - come Socrate dice di aver fatto - a ricercare il bene per sé e per il prossimo. Solo il filosofo in questo senso è il vero politico (512b-522e).

### Epilogo: il giudizio delle anime dopo la morte (523a-527e)
Socrate termina la discussione con un mito escatologico, che riguarda il giudizio delle anime dopo la morte. Narra il filosofo che al tempo di Crono gli uomini venivano avvisati in anticipo della data in cui sarebbero morti, e che una volta trapassati avrebbero dovuto sostenere un processo davanti ad altri uomini, che li avrebbero giudicati per la loro vita trascorsa. I giudici, tuttavia, essendo anch'essi uomini, venivano sovente imbrogliati dagli imputati, i quali facevano uso di tecniche retoriche e addirittura di falsi testimoni.
Con l'avvento al potere di Zeus, il dio decise di modificare tale pratica. Venne anzitutto impedito ai mortali di conoscere in anticipo il giorno della propria fine, e furono istituiti tre giudici, scelti tra gli uomini più saggi al mondo, per giudicare le anime. Furono così designati Radamanto per giudicare quanti provengono dall'Asia, Eaco quelli dell'Europa, e infine Minosse fu scelto quale “giudice d'appello”, nel caso vi fossero dubbi. In questo modo, ogni individuo va incontro a un trattamento giusto e adeguato alla propria condotta durante vita. Osservando infatti direttamente le anime, i giudici vedono ben chiare le cicatrici e i segni delle azioni ingiuste e spregiudicate compiute in passato, senza che il loro giudizio sia fuorviato da chiacchiere. Per passare indenni è dunque necessario perseguire la virtù e praticare la filosofia, in quanto conduce al bene.

## La ricerca di una definizione della retorica
Si è visto che il Gorgia prende il via dalla domanda di Socrate sulla natura della retorica, e proprio sulla ricerca di una sua definizione si fonda la prima parte del dialogo. In particolare, tale ricerca si articola in due momenti: un primo momento, negativo, corrispondente al dialogo con Gorgia (449c-461b), vede Socrate fare uso dell'elenchos per confutare le posizioni dell'avversario; vi è poi un secondo momento, questa volta positivo, in cui Socrate, rispondendo alle domande di Polo (461b-466b), dà una propria definizione di retorica, ovvero quale abilità finalizzata all'adulazione.
È da notare che in questo frangente, per la prima volta, Socrate abbandona il proprio ruolo confutatorio (tipico dei dialoghi aporetici giovanili) per cercare in prima persona una definizione; e lo fa ricorrendo al metodo diairetico, metodo che verrà poi teorizzato e approfondito nei dialoghi successivi, soprattutto nel Sofista. Distinguendo infatti tra technai che riguardano l'anima e technai che interessano il corpo, Socrate trova, dal lato opposto alle technai, le kolakeiai, ovvero le forme di adulazione, di cui la retorica è parte. Essa può così essere definita come un'abilità (empeiria) incapace di dare ragione del proprio operato, e per di più malvagia perché finalizzata all'adulazione.
Tale sensibilità teorica rende il Gorgia un dialogo di passaggio tra la stagione dei dialoghi aporetici a quella dei grandi dialoghi della maturità, in cui, al pari del Protagora, del Menone e del Libro Primo della Repubblica (il cosiddetto Trasimaco), Platone inizia a mettere in campo alcuni degli argomenti che occuperanno la sua indagine negli anni successivi.

## La critica a Isocrate

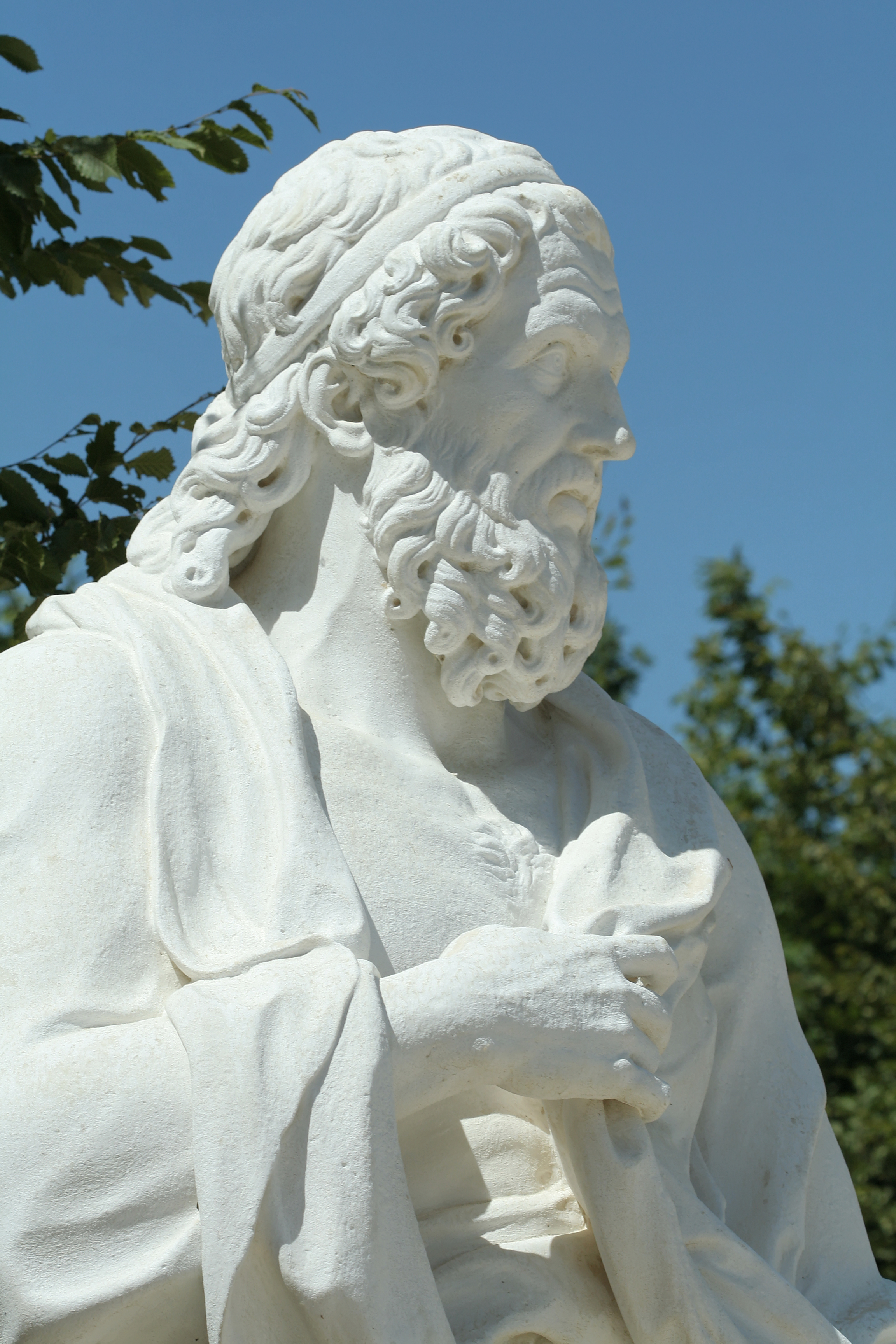
Isocrate

Nelle discussioni con Polo e soprattutto Callicle, Socrate ribadisce a più riprese il valore e l'importanza politica del filosofo nelle poleis, contro la spregiudicata attività dei sofisti che mirano unicamente al proprio utile. Ciò acquista ancora più significato se si considera che Platone usa il Gorgia per sferrare un affondo al retore Isocrate, suo avversario. Attaccando e confutando le tesi di Gorgia, nonché riducendo la retorica al rango di semplice abilità irrazionale e incapace di insegnare il bene e la virtù, Platone mira a screditare le tesi avanzate da Isocrate, principale allievo dello stesso Gorgia. La paideia isocratea, ad un'attenta analisi, risulta infatti debitrice delle posizioni del maestro: negando le tesi gorgiane di fatto viene negata la validità teorica della posizione isocratea. Inoltre, affermando che la retorica può solo formare individui corrotti, si mette in crisi il programma educativo di Isocrate, che invece si basava sull'equazione secondo cui un buon retore corrisponde a un cittadino virtuoso (ovvero, quella figura che da Cicerone e Quintiliano sino al Rinascimento verrà definita vir bonus dicendi peritus).